# Alexa Scott
Alexa Scott (3 april 2001, Virden) is een Canadese langebaanschaatser.

## Records

### Persoonlijke records
| Afstand    | Tijd    | Datum           | Baan           |
| ---------- | ------- | --------------- | -------------- |
| 500 meter  | 39,31   | 13 oktober 2021 | Calgary        |
| 1000 meter | 1.15,29 | 4 december 2021 | Salt Lake City |
| 1500 meter | 1.55,34 | 5 december 2021 | Salt Lake City |
| 3000 meter | 4.08,47 | 3 december 2021 | Salt Lake City |

(laatst bijgewerkt: 22 februari 2022)

## Resultaten
| Jaar | Olympische Spelen | WK Junioren              |
| ---- | ----------------- | ------------------------ |
| 2018 |                   | 18e (34e, 27e, 28e, 20e) |
| 2019 |                   | 5e (22e, 8e, 8e, 13e)    |
| 2020 |                   | · (5e, 8e, 4e, 10e)      |
|      |                   |                          |
| 2022 | 12e 1000m         |                          |

(#, #, #, #) = afstandspositie op juniorentoernooi (500m, 1500m, 1000m, 3000m).